# Masaaki Kōzu
Masaaki Kōzu (jap. 神津 正昭 Kōzu Masaaki; ur. 19 listopada 1974 w Sanada) – japoński biegacz narciarski, dwukrotny medalista mistrzostw świata juniorów.

## Kariera
W Pucharze Świata zadebiutował 11 grudnia 1993 roku w Santa Caterina di Valfurva, zajmując 44. miejsce w biegu na 30 km stylem klasycznym. Pierwsze punkty wywalczył 11 stycznia 1997 roku Hakubie, gdzie zajął 28. miejsce w biegu na 10 km klasykiem. Najlepszy wynik w zawodach tego cyklu osiągnął 21 listopada 2009 roku w Beitostølen, gdzie był szesnasty w biegu na 15 km techniką dowolną. W klasyfikacji generalnej najwyżej uplasował się w sezonie 1996/1997, kiedy zajął 83. pozycję.
Trzykrotnie startował na igrzyskach olimpijskich. Najlepsze wyniki osiągnął podczas igrzysk olimpijskich w Salt Lake City w 2002 roku, gdzie był między innymi dziewiętnasty w biegu na 15 km techniką klasyczną oraz dziewiąty w sztafecie. Zajął też między innymi 32. miejsce na dystansie 50 km stylem dowolnym oraz dziewiąte w sztafecie na mistrzostwach świata w Val di Fiemme w 2003 roku. W kategorii juniorów największe sukcesy odniósł podczas mistrzostw świata juniorów w Breitenwang w 1994 roku, gdzie zdobył złoty medal w sztafecie oraz srebrny w biegu na 30 km stylem dowolnym.

## Osiągnięcia

### Igrzyska olimpijskie
| Miejsce | Dzień     | Rok  | Miejscowość    | Konkurencja             | Czas biegu | Strata   | Zwycięzca                   |
| ------- | --------- | ---- | -------------- | ----------------------- | ---------- | -------- | --------------------------- |
| 72.     | 17 lutego | 1994 | Lillehammer    | 10 km st. klasycznym    | 24:20,1    | +4:00,1  | Bjørn Dæhlie                |
| 54.     | 19 lutego | 1994 | Lillehammer    | Bieg pościgowy na 25 km | 1:00:08,8  | +7:41,3  | Bjørn Dæhlie                |
| 14.     | 22 lutego | 1994 | Lillehammer    | Sztafeta 4 × 10 km      | 1:41:15,0  | +8:27,1  | Włochy                      |
| 56.     | 9 lutego  | 1998 | Nagano         | 30 km stylem klasycznym | 1:33:55,8  | +14:19,5 | Mika Myllylä                |
| 29.     | 12 lutego | 1998 | Nagano         | 10 km stylem klasycznym | 27:24,5    | +1:58,6  | Bjørn Dæhlie                |
| 24.     | 14 lutego | 1998 | Nagano         | 10+15 km pościgowy      | 1:07:01,7  | +3:22,2  | Thomas Alsgaard             |
| 30.     | 9 lutego  | 2002 | Salt Lake City | 30 km stylem dowolnym   | 1:11:31,0  | +4:01,4  | Christian Hoffmann          |
| 19.     | 12 lutego | 2002 | Salt Lake City | 15 km stylem klasycznym | 37:07,4    | +2:20,9  | Andrus Veerpalu             |
| 24.     | 14 lutego | 2002 | Salt Lake City | 2 × 10 km łączony       | 49:48,9    | +1:23,7  | Thomas Alsgaard Frode Estil |
| 12.     | 17 lutego | 2002 | Salt Lake City | Sztafeta 4 × 10 km      | 1:32:45,5  | +5:05,0  | Norwegia                    |
| 46.     | 19 lutego | 2002 | Salt Lake City | Sprint stylem dowolnym  | 2:56,9     | -        | Tor Arne Hetland            |
| 27.     | 23 lutego | 2002 | Salt Lake City | 50 km stylem klasycznym | 2:06:20,8  | +11:31,1 | Michaił Iwanow              |

### Mistrzostwa świata
| Miejsce | Dzień     | Rok  | Miejscowość   | Konkurencja             | Czas biegu | Strata   | Zwycięzca           |
| ------- | --------- | ---- | ------------- | ----------------------- | ---------- | -------- | ------------------- |
| 39.     | 21 lutego | 1997 | Trondheim     | 30 km stylem dowolnym   | 1:06:28,2  | +4:12,9  | Aleksiej Prokurorow |
| 39.     | 24 lutego | 1997 | Trondheim     | 10 km stylem klasycznym | 23:41,8    | +2:23,5  | Bjørn Dæhlie        |
| 34.     | 25 lutego | 1997 | Trondheim     | 10+15 km pościgowy      | 1:00:11,1  | +5:04,4  | Bjørn Dæhlie        |
| 14.     | 28 lutego | 1997 | Trondheim     | Sztafeta 4 × 10 km      | 1:37:06,1  | +7:52,8  | Norwegia            |
| 61.     | 2 marca   | 1997 | Trondheim     | 50 km stylem klasycznym | 2:16:37,5  | +21:59,3 | Mika Myllylä        |
| DNF     | 19 lutego | 2003 | Val di Fiemme | 30 km stylem klasycznym | 1:12:29,3  | -        | Thomas Alsgaard     |
| 34.     | 21 lutego | 2003 | Val di Fiemme | 15 km stylem klasycznym | 35:47,5    | +1:55,3  | Axel Teichmann      |
| 43.     | 23 lutego | 2003 | Val di Fiemme | 2 × 10 km łączony       | 47:42,3    | +1:52,8  | Per Elofsson        |
| 9.      | 25 lutego | 2003 | Val di Fiemme | Sztafeta 4 × 10 km      | 1:31:56,4  | +2:01,8  | Norwegia            |
| 32.     | 1 marca   | 2003 | Val di Fiemme | 50 km stylem dowolnym   | 1:54:25,3  | +4:27,9  | Martin Koukal       |
| 43.     | 24 lutego | 2007 | Sapporo       | 2 × 15 km łączony       | 1:11:35,8  | +5:02,5  | Axel Teichmann      |
| 39.     | 24 lutego | 2007 | Sapporo       | 15 km stylem dowolnym   | 35:50,0    | +2:52,9  | Lars Berger         |
| 14.     | 2 marca   | 2007 | Sapporo       | Sztafeta 4 × 10 km      | 1:30:49,2  | +5:50,4  | Norwegia            |
| 43.     | 4 marca   | 2007 | Sapporo       | 50 km stylem klasycznym | 2:20:12,6  | +17:23,8 | Odd-Bjørn Hjelmeset |

### Mistrzostwa świata juniorów
| Miejsce | Dzień       | Rok  | Miejscowość | Konkurencja             | Wynik     | Strata  | Zwycięzca           |
| ------- | ----------- | ---- | ----------- | ----------------------- | --------- | ------- | ------------------- |
| 21.     | 2 marca     | 1993 | Harrachov   | 10 km stylem klasycznym | 30:46,5   | +1:39,1 | Mathias Fredriksson |
| 12.     | 26 stycznia | 1994 | Breitenwang | 10 km stylem klasycznym | 28:36,5   | +48,2   | Grigorij Gutnikow   |
| 1.      | 28 stycznia | 1994 | Breitenwang | Sztafeta 4 × 10 km      | 1:55:55,6 | -       | -                   |
| 2.      | 30 stycznia | 1994 | Breitenwang | 30 km stylem dowolnym   | 1:18:07,8 | +4,5    | Mitsuo Horigome     |

### Puchar Świata

#### Miejsca w klasyfikacji generalnej
- sezon 1996/1997: 83.
- sezon 1997/1998: 90.
- sezon 2000/2001: 96.
- sezon 2001/2002: 108.
- sezon 2002/2003: 124.
- sezon 2005/2006: 144.
- sezon 2009/2010: 142.

#### Miejsca na podium zawodów PŚ
Kōzu nigdy nie stał na podium zawodów PŚ.